# Harambee ONGD

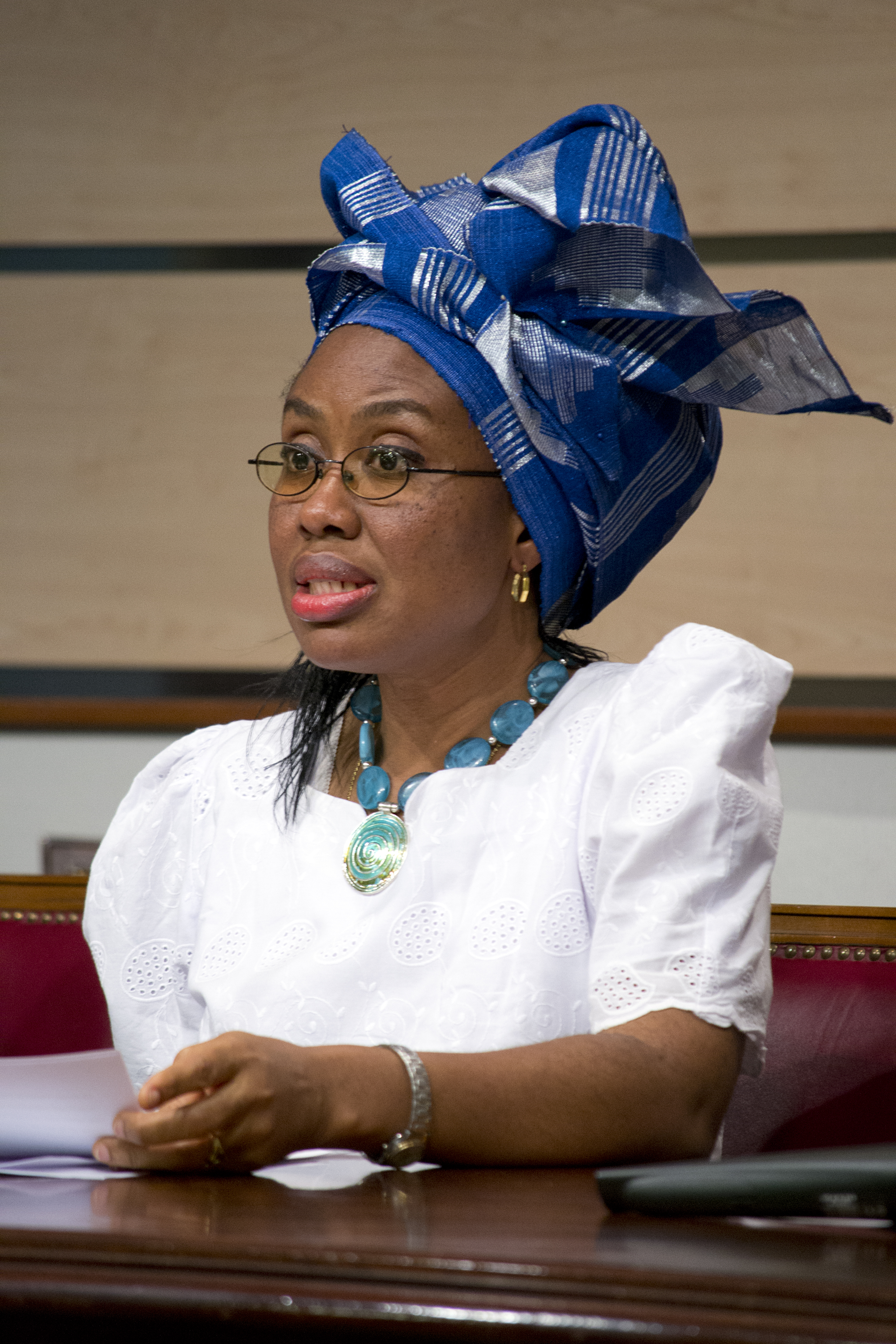
La nigeriana Ezinne Ukagwu, que impulsà i treballa en un centre de formació professional perquè les dones tinguin alternatives a les feines del camp, rebé el premi Harambee 2012 a la promoció i igualtat de la dona africana.

Harambee ONGD, coneguda també pel seu nom anterior Harambee International, és una entitat que promou iniciatives d'educació a l'Àfrica i sobre Àfrica, concretament projectes de desenvolupament a l'Àfrica subsaharaiana i d'activitats de sensibilització a la resta del món per aprofundir en el coneixement de la cultura africana. Va néixer el 2002 amb els donatius dels assistents a la canonització de sant Josepmaria Escrivà de Balaguer.

## Projectes
En la primera convocatòria d'aquests ajuts es recolzaren projectes ja existents a Uganda, Sierra Leona, Ruanda, Sud-àfrica, Moçambic, Nigèria, Burkina Faso, Costa d'Ivori, Sudan, Kenya, Camerun i Guinea Bissau. El projecte parteix del principi que són els mateixos africans els que han de liderar els projectes que es desenvolupen a l'Àfrica. El 2006 s'havien finançat 24 projectes de 14 països africans. Les iniciatives estan relacionades amb la promoció de la dona, la millora de les condicions sanitàries, la formació dels professors i la promoció social i humana dels africans, sigui quina sigui la seva cultura o religió.
Amb motiu de la beatificació d'Álvaro del Portillo, el 27 de setembre de 2014, l'entitat pretén donar un nou impuls a les seves activitats posant en marxa d'un centre materno infantil depenent del Niger Hospital a Enugu (Nigèria), l'ampliació i millora dels centres d'atenció primària i una escola d'infermeria al Centre Hospitalari Monkole de Kinshasa (República Democràtica del Congo), el desenvolupament d'un programa contra la desnutrició infantil al centre rural Ilomba de Bingerville (Costa d'Ivori) i beques d'estudi per a seminaristes africans que estudïin a la Pontifícia Universitat de la Santa Creu de Roma. Per impulsar aquests projectes s'han organitzat activitats a diversos indrets, algunes a Catalunya.

## Guardons
L'organització convoca cada dos anys el premi Comunicar Àfrica. Les tres primeres edicions d'aquest guardó que promou les informacions esperançadores sobre el futur de l'Àfrica foren el 2004, 2006 i 2008. El guardó del 2006 fou pel documental "Cuando dices 4.000 adiós", de l'irlandès Jim Fahy, i "Alaoma. Tierra de belleza y esplendor", del nigerià Gabriel Otonoku. El 2011 el guardó reconegué la tasca de Christiane Kadjo, de Costa d'Ivori, i una de les fundadores de l'ONG Association Education et Développement (EDE).
L'entitat també promou el Premi Harambee per a la promoció i igualtat de la dona africana.

## Guardonades
- 2010. Frankie Gikandi, emprenedora de Nairobi i activista pels drets de les dones.[10]
- 2011. Christiane Kadjo, economista dedicada a la formació i promoció de la dona.
- 2012. Ezinne Ukagwu, des del 1985 promou el Centre de Formació Professional Iroto de Nigèria.[11]
- 2013. Celine Tendobi, una doctora del Congo que coordina l'atenció de diversos centres d'atenció primària situats en indrets de difícil accés.[12][13][14][15]
- 2014. Eliane Ekra, metgessa i política de Costa d'Ivori
- 2015. Vanessa Koutouan, activista en defensa dels drets de les dones a Costa d'Ivori, on dirigeix una iniciativa assistencial[16]
- 2016. Esther Tallah, metgessa del Camerún[17]
- 2017. Antoinette Kankindi, filòsofa africana experta en el pensament de Charles Péguy i professora universitària d'Ètica i Filosofia Política a la Universitat de Strathmore de Nairobi, Kenya[18]
- 2018. Ebele Okoye és una farmacèutica nigeriana nascuda a Enugu.[19]
- 2019. Ozo Ibeziako és una metgessa de família directora de recursos humans de 15 clíniques públiques de Sud-àfrica i professora universitària de Medicina de família a la Universitat de Pretòria.[20]
- 2020. Irene Kyamummi, doctora ugandesa
- 2021. Duni Sawadogo, científica de Costa d'Ivori[21]
- 2022. Franca Ovadje, economista nigeriana[22]
- 2023. Florence Oloo, científica de Kenya[23]
- 2024. Susan Kinyua, economista de Kenya[24]